# 亢仁
亢仁（1907年—1966年），蒙古名墨力更巴图尔（旧译默勒根巴圖爾），蒙古族，土默特旗章盖营村人，中华民国、中华人民共和国政治人物，抗战时期曾参与蒙古军政府、蒙古联盟自治政府、蒙疆联合自治政府。

## 生平
亢仁生于一个富裕家庭，毕业于北京大学。1924年在中学读书时，他由路作霖介绍加入中国国民党。后来他曾当选中国国民党绥远省党部候补执行委员。1932年，傅作义通过汪瑞云让亢仁与德穆楚克栋鲁普谈蒙旗事宜，后来亢仁被任命为绥远省政府参议。1934年，蒙古地方自治政务委员会在百灵庙成立，亢仁任科长，同年他任该委员会驻绥远办事处处长。
1936年，蒙古军政府成立后，亢仁任处长。1937年，蒙古联盟自治政府成立后，亢仁任土默特旗总管。1938年，他任巴彦塔拉盟副盟长。
1945年日本二戰投降后，亢仁到张家口参加内蒙古自治运动联合会工作。此后，他历任内蒙古自治区人民政府民政部副部长、昭乌达盟副盟长、内蒙古自治区水利厅副厅长等职。
1966年，亢仁病逝，终年59岁。